# Canedo, Vale e Vila Maior
Canedo, Vale e Vila Maior est une paroisse civile portugaise (en portugais : freguesia) de la municipalité de Santa Maria da Feira dans le district d'Aveiro. Elle est créée en 2013, par fusion des paroisses de Canedo, Vale et Vila Maior.

## Géographie
Canedo, Vale e Vila Maior est située au nord-est de la municipalité de Santa Maria da Feira. Son territoire est composé d'une partie principale, délimitée au nord par le Douro, et de deux exclaves au sud : Arilhe et Oliveira.

## Histoire
La paroisse est créée par la loi no 11-A/2013 du 28 janvier 2013 portant réorganisation administrative du territoire des freguesias, en fusionnant les paroisses de Canedo, Vale et Vila Maior. Son nom officiel est União das Freguesias de Canedo, Vale e Vila Maior et son siège est fixé à Canedo.

## Démographie
Lors du recensement de 2021, Canedo, Vale e Vila Maior compte 8 882 habitants.